# Иван Медарић
Иван Медарић (Сисак, 7. новембар 1912 — Загреб, 30. новембар 1990) био је југословенски фудбалер и тренер.

## Биографија
Фудбалску каријеру је започео у родном Сиску, где је за домаћу Сегесту играо као вођа навале. Године 1935. заједно са клупским другом Јозом Ковачевићем, приступио је прво ХАШК-у, а убрзо потом загребачком клубу Грађански са којим је 1937. освојио титулу државног првака. Следеће године поново је прешао у загребачки ХАШК и опет 1938. освојио је титулу шампиона Југославије, тако да је само у две сезоне освојио две титуле првака са два различита клуба. Пред сам почетак Другог светског рата носио је и дрес новосадске Војводине (1940-1943), а онда је отишао у партизане. Постао је члан Комунистичке партије у 20. години и неколико пута је због тога хапшен, први пут као ученик осмог разреда гимназије, после поново 1931. и 1935. године. Као студент ветерине у Загребу учествовао је у илегалним акцијама КПЈ.
Као истакнуто десно крило, посебно је био запажен на турнеји Грађанског у Енглеској 1936. године. Био је један од оснивача и првих играча загребачког Динама. На утакмици против репрезентације Ваздухопловства (2:0), 23. јуна 1945, постигао је први гол и ушао у историју загребачког Динама као први стрелац овог клуба. Играо је у сезони 1946/47. и за сарајевски Жељезничар, (14 утакмица - седам голова), играчку каријеру је завршио у Сиску 1948. године.
Уз 18 утакмица за репрезентацију Загреба и једну за „Б“ тим Југославије (1938), одиграо је и три утакмице за најбољу селекцију Југославије. Дебитовао је 3. октобра 1937. против Чехословачке (4:5) у Прагу, а затим је исте године играо против Пољске у Кракову, последњу утакмицу за државни тим одиграо је 15. октобра 1939. против Немачке у Загребу (резултат 1:5).
После рата краће време био је тренер Наприједа из Сиска и Локомотиве из Загреба. Добитник је Сребрне плакете ФСЈ. Као пензионисани ветеринар живео у Загребу. Преминуо је 30. новембра 1990. у Загребу.

## Успеси
- Грађански Загреб
  - Првенство Југославије: 1937.
- ХАШК
  - Првенство Југославије: 1938.